# George Washington Blanchard
George Washington Blanchard (* 26. Januar 1884 in Colby, Marathon County, Wisconsin; † 2. Oktober 1964 in Edgerton, Wisconsin) war ein US-amerikanischer Politiker. Zwischen 1933 und 1935 vertrat er den Bundesstaat Wisconsin im US-Repräsentantenhaus.

## Werdegang
George Blanchard besuchte die öffentlichen Schulen seiner Heimat und studierte danach bis 1906 an der University of Wisconsin–Madison. Nach einem anschließenden Jurastudium an der gleichen Universität und seiner im Jahr 1910 erfolgten Zulassung als Rechtsanwalt begann er in Edgerton in seinem neuen Beruf zu arbeiten. Zwischen 1912 und 1932 war er dort städtischer Anwalt.
Politisch war Blanchard Mitglied der Republikanischen Partei. Zwischen 1925 und 1927 saß er als Abgeordneter in der Wisconsin State Assembly; von 1927 bis 1933 gehörte er dem Staatssenat an. Bei den Kongresswahlen des Jahres 1932 wurde er im ersten Wahlbezirk von Wisconsin in das US-Repräsentantenhaus in Washington, D.C. gewählt, wo er am 4. März 1933 die Nachfolge von Thomas Ryum Amlie antrat, den er in den Vorwahlen geschlagen hatte. Da er im Jahr 1934 auf eine erneute Kandidatur verzichtete, konnte er bis zum 3. Januar 1935 nur eine Legislaturperiode im Kongress absolvieren. Diese war nach einer Verfassungsänderung um zwei Monate verkürzt, weil der Beginn der Legislaturperioden vom 4. März auf den 3. Januar vorverlegt worden war. Bei den Wahlen des Jahres 1934 wurde sein Vorgänger Amlie, der inzwischen für die Wisconsin Progressive Party kandidierte, auch zu seinem Nachfolger gewählt. Während Blanchards Zeit im US-Repräsentantenhaus wurden dort die ersten New-Deal-Gesetze der Bundesregierung unter Präsident Franklin D. Roosevelt verabschiedet, denen Blanchards Partei aber eher ablehnend gegenüberstand.
Nach seinem Ausscheiden aus dem US-Repräsentantenhaus zog sich George Blanchard aus der Politik zurück. In den folgenden Jahren praktizierte er wieder als Anwalt in Edgerton. Dort ist er am 2. Oktober 1964 auch verstorben.